# Der Teufel kommt um vier
Der Teufel kommt um vier ist ein US-amerikanischer Katastrophenfilm, den Regisseur Mervyn LeRoy im Jahr 1961 für Columbia Pictures inszeniert hat. Er basiert auf dem gleichnamigen Roman von Max Catto.  Spencer Tracy spielt den Priester Matthew Doonan und Frank Sinatra einen von drei Sträflingen, der geläutert wird.  Barbara Luna spielt die weibliche Hauptrolle als Blinde.

## Handlung
Der Film beginnt mit dem Slogan:

“It is hard for a man to be brave when he knows he is going to meet the devil at 4 o’clock.”

„Es ist für einen Mann schwer tapfer zu sein, wenn er weiß: um 4 Uhr wird er dem Teufel begegnen.“

Ort der Handlung ist Französisch-Polynesien Anfang der 1960er-Jahre. Harry, Marcel und Charlie sind drei Schwerverbrecher, die zur Verbüßung ihrer Haftstrafe nach Tahiti geflogen werden sollen. Da der zwielichtige Gouverneur der benachbarten Vulkan-Insel Kalua stets Bedarf für Zwangsarbeiter hat, endet die Reise für die drei Gefangenen jedoch schon dort.
Unter den Passagieren des Flugzeugs befindet sich auch Vater Perreau, ein junger, idealistischer Priester, der den Geistlichen der kleinen Insel, Vater Doonan, ablösen soll. Doonan ist ein gebrochener alter Mann, den die Schwierigkeiten seiner Mission auf der Insel zu tiefen Glaubenszweifeln und zum Alkoholismus geführt haben. So liegt er mit den unwissenden und um den Tourismus besorgten Einwohnern der Insel in ständigem Widerstreit, seit er an einer abgelegenen Stelle der Insel ein Krankenhaus für Leprakranke Kinder eingerichtet hat.
Als der Gouverneur die Gefangenen misshandeln lässt, droht Doonan, den Vorfall behördenkundig zu machen, und erreicht auf so, dass er die drei Männer bei Bauarbeiten in der Leprastation einsetzen kann. Harry verliebt sich in Camille, ein blindes junges Mädchen, das in der Station als Helferin lebt. Ein Fluchtversuch der drei Gefangenen scheitert, weil sie nach einem Erdbeben auf Doonans Hilfe angewiesen sind.
Als der Vulkan ausbricht, besteht Doonan darauf, die Piloten, die das Geschehen aus der Luft erkunden sollen, auf ihrem gefährlichen Flug zu begleiten. Dabei entdeckt er, dass die Leprastation unversehrt ist, und will die Bewohner retten lassen, findet beim Gouverneur, der mittlerweile die Evakuierung der Insel angeordnet hat, aber keine Unterstützung. Harry, einem Zyniker, der sich allmählich in einen moralischen Menschen verwandelt, kann seine beiden Mitgefangenen zu überreden, Doonan bei dem Rettungsversuch zu begleiten. Vater Doonan findet angesichts der dramatischen Geschehnisse zum Glauben zurück.
Die vier Männer springen mit dem Fallschirm über der Leprastation ab und können die Bewohner in Sicherheit bringen, bevor ein erneutes Erdbeben die Gebäude endgültig zerstört. Zu Fuß brechen sie auf den langen und gefährlichen Weg zum Hafen auf, um das Schiff, das um vier Uhr ausläuft, zu erreichen. Marcel versinkt unterwegs im Treibsand. Beim Zusammenbruch einer Brücke wird Charlie schwer verletzt. Für Doonan ist es selbstverständlich, bei dem Sterbenden zu bleiben, zumal die Brücke ohnehin zerstört ist. Harry, den Doonan zuvor mit Camille getraut hatte, führt die Kinder und das Krankenhauspersonal zum Hafen, wo das Schiff die Geretteten aufnimmt. Harry kehrt anschließend zu Doonan und Charlie zurück, der kurz darauf stirbt. Die beiden Männer beten gemeinsam, bis die Insel explodiert und im Meer versinkt. Die Geretteten auf dem Schiff beobachten mit versteinerten Mienen, wie sie in der glühenden Lava untergeht.

## Produktion
Der Teufel kommt um 4 ist aufwändig in Farbe und Breitwandformat (1,85:1) produziert. Die Außenaufnahmen für den Film fanden in Fallbrook, Kalifornien und in Maui, Hawaii statt.

## Veröffentlichung und Rezeption
Der Film wurde in den USA am 18. Oktober 1961 uraufgeführt. Die westdeutsche Erstaufführung erfolgte am 22. Dezember 1961.

### Kritik
„Trotz geschmacklicher Ausrutscher ein beachtlicher Versuch zur menschlichen und religiösen Vertiefung eines spannenden Katastrophen-Abenteuers.“

„(...) actionreiche Mixtur aus Pazifikabenteuer und Katastrophenfilm. (Wertung: 2 von 4 möglichen Sternen – durchschnittlich)“

### Auszeichnungen
Frank Sinatra wurde für seine Rolle in Der Teufel kommt um 4 mit dem zweiten Platz (Top Action Performance) bei den Laurel Awards des Jahres 1962 geehrt.